# 恵公 (燕)
恵公（けいこう、生年不詳 - 紀元前535年）は、春秋時代の燕の君主。名は款。懿公の子。紀元前545年、懿公の後を受けて燕国の君主となった。
紀元前539年、恵公は大夫たちを解任して、寵臣を大夫に立てようとしたため、大夫たちの反発を受けた。寵臣宋を殺害されると、恵公は斉に亡命した。
紀元前536年、斉の景公が晋に赴き、燕に対する共同の出兵を申し入れた。晋の平公はこれを受け入れ、晋と斉の連合軍が燕を攻撃した。紀元前535年、燕の国人たちは屈服し、恵公は帰国できたが、まもなく死去した。